# Rockaway Beach and Boardwalk
Der Rockaway Beach and Boardwalk ist ein öffentlicher Strand mit Promenade auf der Rockaway Peninsula in Queens, New York, der aus dem einzigen legalen Surfstrand der Stadt, dem Rockaway Beach (übers. Rockaway-Strand), und dem angrenzenden, knapp neun km langen Rockaway Boardwalk (übers. Rockaway-Strandpromenade) besteht. Die Promenade reicht von Rockaway Park bis nach Far Rockaway, während der Rockaway-Strand etwas weiter führt und in Neponsit endet, wo er in den Jacob Riis Park übergeht. Der Rockaway Beach and Boardwalk wird vom New York City Department of Parks and Recreation verwaltet.
Durch den Tropensturm Hurrikan Sandy, der New York City im Oktober 2012 heimsuchte, wurde der Rockaway Boardwalk weitestgehend zerstört. Seitdem finden Aufbaumaßnahmen statt.